# Jay DeMerit
Jay Michael DeMerit (* 4. Dezember 1979 in Green Bay, Wisconsin) ist ein ehemaliger US-amerikanischer Fußballspieler. Der Verteidiger spielte zuletzt für die Vancouver Whitecaps in der Major League Soccer.

## Jugend und College
Bis 1998 besuchte er die Bay Port High School in Green Bay. Dort war er gleichzeitig in drei Sportarten aktiv. Neben dem Fußball, spielte er noch Basketball und war Teil der Leichtathletik-Mannschaft der Schule.
Nach seinem Abschluss an der High School besuchte er die University of Illinois at Chicago und spielte in der dortigen Fußballauswahlmannschaft. Während er auf der High School als Stürmer eingesetzt wurde, stand er nun in der Verteidigung. Mit der Mannschaft erreichte er 2000 die NCAA Play-offs. Gegen Ende seiner College-Zeit spielte er für eine kurze Zeit Chicago Fire Premier in der USL Premier Development League.
Nach seinem Collegeabschluss wurde er nicht von einem MLS-Team verpflichtet. Daraufhin arbeitete er eine Weile als Kellner, ehe er den Rat eines früheren Teamkameraden annahm und nach Europa ging. Dadurch, dass sein Großvater aus Dänemark stammte, konnte er eine Arbeitserlaubnis in der EU bekommen, um so bei einem europäischen Verein spielen zu dürfen. Er verließ 2003 die USA und spielte von 2003 bis 2004 beim FC Southall in der neunten englischen Liga.
Im Juli 2004 wechselte er zum FC Northwood in die siebte englische Liga, wo er drei Spiele der Saisonvorbereitung absolvierte. Northwood spielte auch gegen den FC Watford, der in der Football League Championship spielte. Während des Spiels wurde DeMerit von dem damaligen Manager Ray Lewington entdeckt und zu einem zweiwöchigen Probetraining eingeladen. Nach dieser Zeit unterschrieb er einen Ein-Jahres-Vertrag bei dem Zweitligisten.

## FC Watford
In seiner ersten Saison für den Verein spielte die Mannschaft gegen den Abstieg. In der Saison 2005/06 schaffte Watford den Aufstieg in die Premier League. Am 21. Mai 2006 erzielte DeMerit das erste Tor im Play-off-Finale gegen Leeds United. Durch diesen 3:0-Sieg stieg der Verein auf. Er war mittlerweile Stammspieler der Mannschaft geworden.
Sein Vertrag wurde im Juni 2010 nicht verlängert.

## Vancouver Whitecaps
Am 18. November 2010 wurde bekannt, dass DeMerit zum neuen MLS-Franchise, den Vancouver Whitecaps, wechselt. Er ist damit der erste Spieler gewesen, den die Whitecaps verpflichtet haben. 2014 beendete er in Vancouver seine Laufbahn.

## Nationalmannschaft
Am 28. März 2007 gab er sein Debüt für die US-amerikanische Fußballnationalmannschaft gegen Guatemala. Im selben Jahr nahm er auch mit der Nationalmannschaft am CONCACAF Gold Cup 2007 teil.
Während des FIFA Confederations Cups 2009 wurde DeMerit als defensiver Mittelfeldspieler eingesetzt, nachdem sich Carlos Bocanegra verletzt hatte. Er spielte sowohl im Halbfinale, beim Sieg gegen Spanien, als auch im Finale, wo die USA Brasilien unterlagen.
Bei der Weltmeisterschaft 2010 spielte er in allen vier Spielen mit.

## Trivia
- Als DeMerit 2003 die USA in Richtung England verließ, hatte er gerade einmal 1.800 US-Dollar mit dabei. Bei seiner ersten Anstellung als Fußballer in Southall verdiente er 40 Pfund die Woche.